# Grzegorz Janik
Grzegorz Piotr Janik (Rybnik; 27 de Junho de 1965 — ) é um político da Polónia. Ele foi eleito para a Sejm em 25 de Setembro de 2005 com 4417 votos em 30 no distrito de Rybnik, candidato pelas listas do partido Prawo i Sprawiedliwość.